# أزمة اللاجئين في تركيا
أزمة اللاجئين في تركيا أو أزمة المهاجرين في تركياكانت فترة خلال العقد الثاني من القرن الحادي والعشرين اتسمت بارتفاع عدد المهاجرين إلى تركيا. استقبلت تركيا أكبر عدد من اللاجئين المسجلين مقارنةً بأي دولة أو إقليم سنويًا بين عامي 2014 و2019، وكان لديها أكبر عدد من اللاجئين في العالم وفقًا لمفوضية الأمم المتحدة السامية لشؤون اللاجئين. كانت الغالبية العظمى من لاجئي الحرب الأهلية السورية، حيث بلغ عددهم 3.6 مليون لاجئ اعتبارًا من يونيو 2020. في عام 2018، أفادت مفوضية الأمم المتحدة السامية لشؤون اللاجئين أن تركيا استضافت 63.4% من إجمالي "اللاجئين السوريين المسجلين". 

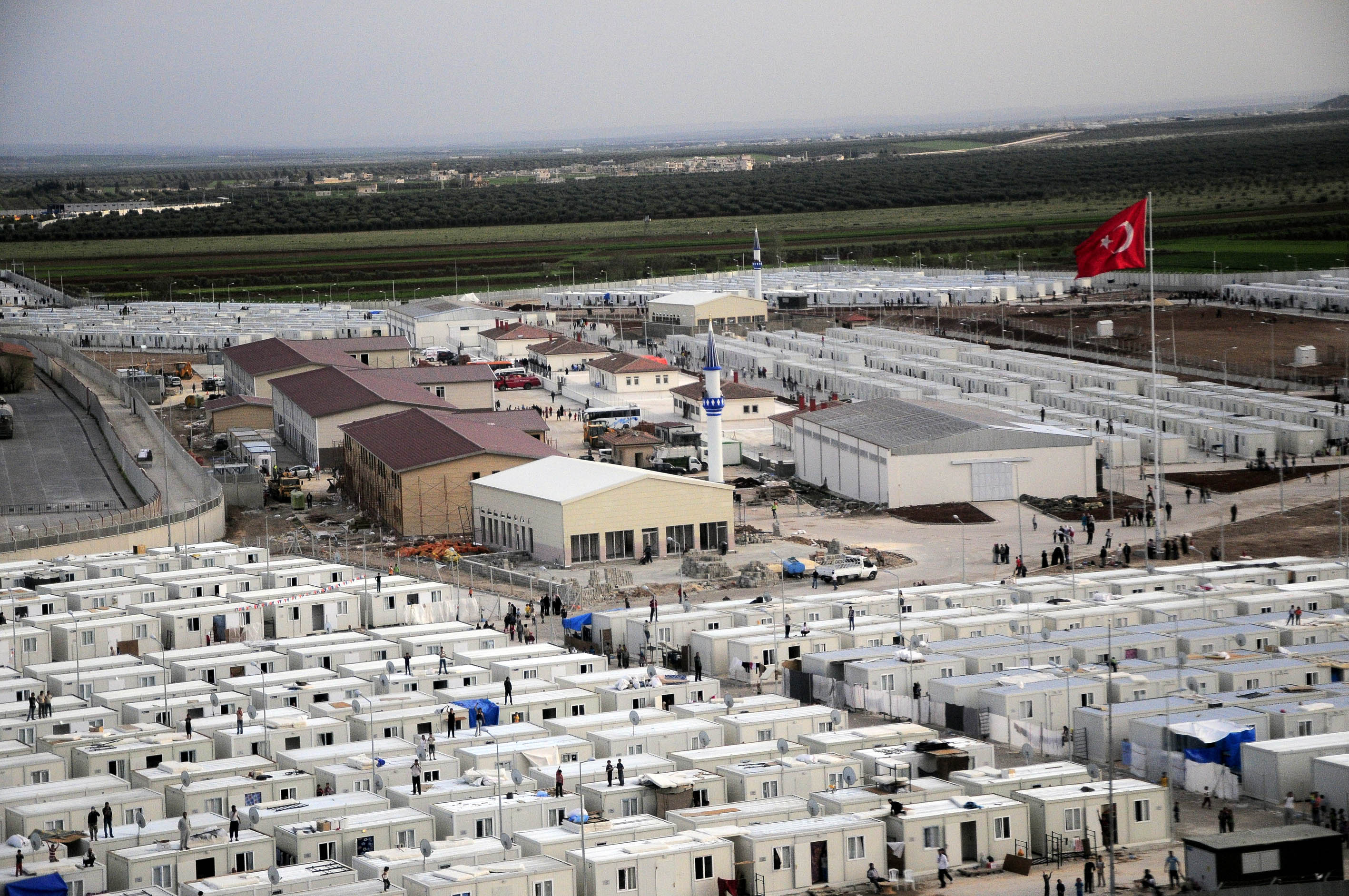
لاجئون سوريون في مركز إيواء أونجوبينار.

أزمة المهاجرين في تركيا هي جزء من أزمة المهاجرين الأوروبية الأوسع. في 20 مارس 2016، دخل اتفاق بين الاتحاد الأوروبي وتركيا لمعالجة أزمة المهاجرين حيز التنفيذ رسميًا، وكان يهدف إلى الحد من تدفق المهاجرين غير النظاميين الذين يدخلون الاتحاد الأوروبي عبر تركيا. في ديسمبر 2020، انتهى العقد ومدده الاتحاد الأوروبي حتى عام 2022، مانحًا تركيا 485 مليون يورو إضافية. كان لأزمة المهاجرين تأثير كبير على علاقة تركيا بالاتحاد الأوروبي. واستجابةً للأزمة، أقرت تركيا قانون الأجانب والحماية الدولية والحماية المؤقتة، وأنشأت حاجز سوريا-تركيا وحاجز إيران-تركيا لوقف التهريب وتحسين الأمن، وتفاوضت على وقف إطلاق النار في سوريا من أجل إنشاء مناطق آمنة للمدنيين.